# Coupe de France 2010/11
De Coupe de France 2010/11 was de 94e editie van dit voetbaltoernooi en stond open voor alle bij de Franse voetbalbond (FFF) aangesloten clubs, inclusief voor clubs uit de Franse overzeese departementen. Er namen dit seizoen 7.449 teams deel (132 meer dan de recorddeelname uit het vorige seizoen).
Titelverdediger was Paris Saint-Germain dat in de finale van 2010 met 1-0 won van AS Monaco. Dit jaar verloor de titelhouder in de finale met dezelfde uitslag van Lille OSC dat voor de zesde keer in de clubgeschiedenis de beker veroverde.
Het bekertoernooi omvatte 14 ronden, waarvan de eerste zes in regionaal verband. De eerste ronde werd op 21 augustus in regionaal verband gespeeld. De clubs van de CFA 2 begonnen op 18 september in de derde ronde aan het toernooi, de clubs van de CFA 1 op 2 oktober in de vierde ronde, en de clubs van de Championnat National op 16 oktober in de vijfde ronde. De clubs van de Ligue 2 namen vanaf de zevende ronde deel, evenals zeven bekerwinnaars van zeven overzeese gebiedsdelen. Vanaf de negende ronde namen de clubs van de Ligue 1 deel aan het toernooi.

## Uitslagen

### Zevende ronde
In deze ronde stromen de clubs van de Ligue 2 in. De wedstrijden werden op 19, 20 en 21 november gespeeld.
| Thuisclub                    | Uitslag      | Uitclub                         |
| ---------------------------- | ------------ | ------------------------------- |
| SO Chambéry                  | 9-0          | US Fesches Le Châtel            |
| AS Cherbourg Football        | 5-0          | SC Malesherbes                  |
| US Avranches                 | 5-1          | FC Majicavo Koropa (Mayotte)    |
| Poitiers FC                  | 4-0          | AS Dragon (Frans-Polynesië)     |
| US Raon                      | 4-0          | Sud Nivernais Imphy Decize      |
| FA Illkirch Graffenstaden    | 5-3          | US Lunéville                    |
| US Quevilly                  | 3-0          | Eu FC                           |
| Aurillac FCA                 | 4-2          | La Roche VF                     |
| Évian Thonon Gaillard FC     | 4-2          | AS Lyon Duchère                 |
| Vannes OC                    | 4-2          | Vendée Luçon Football           |
| RCO Agde                     | 3-1          | US Revel                        |
| US Créteil-Lusitanos         | 3-1          | SO Romorantin                   |
| FC Vaulx-en-Velin            | 3-1          | AS Valence                      |
| CSO Amnéville                | 2-0          | CS Le Moule (Guadeloupe)        |
| US Boulogne                  | 2-0          | Pacy VEF                        |
| FC Challans                  | 2-0          | FC Bassin d'Arcachon            |
| FC Istres                    | 2-0          | SC Bastia                       |
| US Marignane                 | 2-0          | AS Furiani-Agliani              |
| Entente Sannois St.-Gratien  | 3-2          | FC Vitré                        |
| SA Thiers                    | 3-2          | FC Cournon-d'Auvergne           |
| SU Agen                      | 2-1          | FC Marmande                     |
| SCO Angers                   | 2-1          | Le Havre AC                     |
| UA Cognac                    | 2-1          | Tours FC                        |
| AF Fayet                     | 2-1          | EF Reims Sainte-Anne Chatillons |
| FC Issy-les-Moulineaux       | 2-1          | CS La Gorgue                    |
| Stade Laval                  | 2-1          | US Granville                    |
| US Colomiers                 | 1-0          | Stade Bordelais                 |
| SC Douai                     | 1-0          | Red Star Saint-Ouen             |
| Lannion FC                   | 1-0          | FC Saint-Paul (Réunion)         |
| Olympique Nîmes              | 1-0          | Rodez AF                        |
| US Semnoz Vieugy             | 1-0          | Ain Sud Foot                    |
| RC Lons-le-Saunier           | 5-4 nv       | AS Marcy Charbonniere           |
| US Chauvigny                 | 1-0 nv       | Jarnac SF                       |
| US Pont-de-Roide             | 2-2 ns (4-2) | FC Villefranche                 |
| Grenoble Foot 38             | 1-1 ns (4-2) | FC Bagnols Pont                 |
| AC Seyssinet Pariset         | 1-1 ns (3-1) | Clermont l’Hérault              |
| AS Magenta (Nieuw-Caledonië) | 1-1 ns (5-4) | USL Dunkerque                   |
| SC Schiltigheim              | 1-1 ns (5-4) | FC Mulhouse                     |
| US Forbach                   | 1-1 ns (4-3) | AS Illzach Modenheim            |
| USSA Vertou                  | 0-0 ns (3-1) | Stade Plabennec                 |
| Stade Reims                  | 0-0 ns (4-2) | CS Avion                        |
| Jura Sud Foot                | 0-0 ns (5-4) | ASF Andrézieux                  |
| FC Villepinte                | 2-2 ns (1-4) | USC Paray                       |
| AV Theix                     | 2-2 ns (6-7) | Dinan-Léhon FC                  |

| Thuisclub                        | Uitslag            | Uitclub                     |
| -------------------------------- | ------------------ | --------------------------- |
| EDS Montluçon                    | 1-1 ns (3-4)       | Angoulême CFC               |
| ASM Vénissieux                   | 1-1 ns (3-4)       | FCO Firminy                 |
| Le Mée Sports                    | 0-0 ns (2-4)       | FC Metz                     |
| FC Gueugnon                      | 0-0 ns (7-8)       | AS Yzeure                   |
| US Vermelles                     | 1-2 nv             | FC Drouais Dreux            |
| Château Thierry FC               | 0-12               | Troyes AC                   |
| FC Hayange                       | 0-8                | Dijon FCO                   |
| ASC Romagné                      | 1-7                | FC Nantes                   |
| US Soucht                        | 1-7                | RC Strasbourg               |
| US Murat                         | 1-6                | Trélissac FC                |
| AL Saint-Maurice l'Exil          | 1-5                | ES Fos-sur-Mer              |
| VS La Ferté-Bernard              | 0-4                | EA Guingamp                 |
| ES Villers Outréaux              | 0-4                | US Marquette                |
| US Nœux-les-Mines                | 0-4                | ES Wasquehal                |
| ASPTT Chalons                    | 1-4                | FC Sens                     |
| Côte-Chaude Sportif              | 0-3                | AC Ajaccio                  |
| Royan Vaux Atlantique            | 0-3                | Clermont Foot               |
| AS Canet                         | 0-3                | Étoile Fréjus Saint-Raphaël |
| US Ailly-sur-Somme               | 0-3                | SA Sézanne                  |
| AS Fabrègues                     | 2-4                | AS Cannes                   |
| USM Marly                        | 2-4                | AS Marck                    |
| Les Mureaux OFC                  | 1-3                | FC Rouen                    |
| FC Sierentz                      | 1-3                | ES Thaon                    |
| LA Saint-André-des-Eaux          | 1-3                | Vendée Fontenay Foot        |
| RCS La Chapelle                  | 1-3                | Vierzon Foot 18             |
| US Chauny                        | 0-2                | Amiens SC                   |
| US Villenave d'Ornon             | 0-2                | Auch Football               |
| Plouzané ACF                     | 0-2                | Le Mans UC                  |
| ASC Geldar Kourou (Frans-Guyana) | 0-2                | FC Martigues                |
| CS Case-Pilote (Martinique)      | 0-2                | AS Poissy                   |
| FC Steinseltz                    | 0-2                | CS Sedan                    |
| SR Colmar                        | 2-3                | Jarville JF                 |
| OC Cesson                        | 2-3                | TA Rennes                   |
| US Changé                        | 1-2                | Bayeux FC                   |
| Amiens AC                        | 0-1                | Arras Football              |
| SC Balma                         | 0-1                | LB Châteauroux              |
| SAS Épinal                       | 0-1                | JA Drancy                   |
| En Avant Saint-Renan             | 0-1                | Garde Saint-Ivy Pontivy     |
| FC Sablé-sur-Sarthe              | 0-1                | US Montagnarde              |
| Sainte-Geneviève Sports          | 0-1                | Paris FC                    |
| Landerneau FC                    | 0-1                | SJA Le Poiré-sur-Vie        |
| AS Aulnoye                       | 0-1                | US Roye                     |
| La Suze FC                       | 0-1                | Olympique Saumur            |
| Tourcoing FC                     | niet uitgespeeld * | ES Viry-Châtillon           |

* Niet uitgespeeld na incidenten bij de wedstrijd. Tourcoing FC en ES Viry-Châtillon werden later beide uit de competitie gezet, en mogen ook in het seizoen 2011/12 niet deelnemen aan het bekertoernooi.

### Achtste ronde
De loting vond plaats op woensdag 23 november op het hoofdkantoor van de FFF. De wedstrijden werden op 10, 11 en 12 december gespeeld. Créteil-Laval en Metz-ESSG werden op 17 en 18 december gespeeld.
| Thuisclub             | Uitslag | Uitclub                      |
| --------------------- | ------- | ---------------------------- |
| SJA Le Poiré-sur-Vie  | 6-0     | Angoulême CFC                |
| US Quevilly           | 6-0     | Lannion FC                   |
| Clermont Foot         | 5-0     | SA Thiers                    |
| Paris FC              | 4-0     | AS Magenta (Nieuw-Caledonië) |
| CS Sedan              | 4-0     | CSO Amnéville                |
| US Chauvigny          | 3-0     | LB Châteauroux               |
| FC Metz               | 3-0     | Entente Sannois St.-Gratien  |
| FC Martigues          | 2-0     | ES Fos-sur-Mer               |
| FC Nantes             | 2-0     | USSA Vertou                  |
| SO Chambéry           | 4-3     | AC Seyssinet Pariset         |
| Olympique Nîmes       | 3-2     | FC Istres                    |
| US Raon               | 3-2     | Grenoble Foot 38             |
| Vannes OC             | 3-2     | EA Guingamp                  |
| US Avranches          | 2-1     | Garde Saint-Ivy Pontivy      |
| AS Cannes             | 2-1     | AC Ajaccio                   |
| US Créteil-Lusitanos  | 2-1     | Stade Laval                  |
| Trélissac FC          | 2-1     | US Marignane                 |
| US Boulogne           | 1-0     | US Roye                      |
| AS Cherbourg Football | 1-0     | FC Drouais Dreux             |
| Jarville JF           | 1-0     | Dijon FCO                    |
| US Montagnarde        | 1-0     | Dinan-Léhon FC               |
| FC Vaulx-en-Velin     | 1-0     | RC Lons-le-Saunier           |

| Thuisclub                   | Uitslag      | Uitclub                  |
| --------------------------- | ------------ | ------------------------ |
| Étoile Fréjus Saint-Raphaël | 0-0 ns (3-1) | US Colomiers             |
| Olympique Saumur            | 0-0 ns (1-3) | UA Cognac                |
| AS Yzeure                   | 0-0 ns (1-3) | USC Paray                |
| SC Douai                    | 1-5          | FC Rouen                 |
| Auch Football               | 0-3          | Aurillac FCA             |
| Vierzon Foot 18             | 0-3          | Poitiers FC              |
| ES Thaon                    | 0-3          | RC Strasbourg            |
| SC Schiltigheim             | 0-3          | Troyes AC                |
| US Semnoz Vieugy            | 0-2          | Évian Thonon Gaillard FC |
| FC Sens                     | 0-2          | US Forbach               |
| FCO Firminy                 | 0-2          | Jura Sud Foot            |
| Arras Football              | 0-2          | Stade Reims              |
| FA Illkirch Graffenstaden   | 0-2          | SA Sézanne               |
| FC Challans                 | 0-2          | Vendée Fontenay Foot     |
| Bayeux FC                   | 2-3          | Le Mans UC               |
| AS Marck                    | 1-2          | Amiens SC                |
| AF Fayet                    | 1-2          | FC Issy-les-Moulineaux   |
| US Marquette                | 1-2          | AS Poissy                |
| RCO Agde                    | 0-1          | SU Agen                  |
| TA Rennes                   | 0-1          | SCO Angers               |
| US Pont-de-Roide            | 0-1          | JA Drancy                |
| ES Wasquehal                | vrij *       | vrij *                   |

* Wasquehal rechtstreeks door naar de negende ronde nadat zowel Tourcoing FC en ES Viry-Châtillon uit de competitie werden gezet.

### Negende ronde
De negende ronde was de 1/32 finale. In deze ronde stroomden de 20 clubs van de Ligue 1 in, precies de helft werd direct uitgeschakeld. De wedstrijden werden op 7, 8, 9 en 15 (Vaulx-en-Velin - Jura Sud Foot) januari gespeeld.
| Thuisclub                | Uitslag      | Uitclub                     |
| ------------------------ | ------------ | --------------------------- |
| Stade Rennes             | 7-0          | AS Cannes                   |
| Paris Saint-Germain      | 5-1          | RC Lens                     |
| US Raon                  | 4-0          | SA Sézanne                  |
| FC Lorient               | 4-1          | Vannes OC                   |
| Évian Thonon Gaillard FC | 3-1          | Olympique Marseille         |
| Girondins Bordeaux       | 3-1          | FC Rouen                    |
| FC Nantes                | 3-1          | UA Cognac                   |
| SU Agen                  | 2-0          | Poitiers FC                 |
| Olympique Nîmes          | 3-2          | Étoile Fréjus Saint-Raphaël |
| FC Martigues             | 2-1          | USC Paray                   |
| ES Wasquehal             | 2-1          | AJ Auxerre                  |
| SCO Angers               | 2-1 nv       | Valenciennes FC             |
| AS Cherbourg Football    | 1-0          | SJA Le Poiré-sur-Vie        |
| Stade Reims              | 1-0          | Montpellier HSC             |
| US Boulogne              | 2-2 ns (5-4) | Amiens SC                   |
| FC Vaulx-en-Velin        | 1-1 ns (5-4) | Jura Sud Foot               |

| Thuisclub                   | Uitslag      | Uitclub              |
| --------------------------- | ------------ | -------------------- |
| SO Chambéry                 | 1-1 ns (3-2) | AS Monaco            |
| Aurillac FCA                | 2-2 ns (3-4) | AS Nancy             |
| Athlétic Club Arles-Avignon | 1-1 ns (2-4) | CS Sedan             |
| US Montagnarde              | 0-0 ns (6-7) | JA Drancy            |
| US Créteil-Lusitanos        | 1-1 ns (5-6) | OGC Nice             |
| US Avranches                | 1-3          | Vendée Fontenay Foot |
| US Forbach                  | 1-3          | Lille OSC            |
| US Chauvigny                | 1-3          | Le Mans UC           |
| AS Saint-Étienne            | 0-2          | Clermont Foot        |
| Troyes AC                   | 2-3 nv       | FC Metz              |
| Toulouse FC                 | 1-2          | Paris FC             |
| AS Poissy                   | 1-2          | RC Strasbourg        |
| SM Caen                     | 0-1          | Olympique Lyon       |
| Jarville JF                 | 0-1          | FC Sochaux           |
| Trélissac FC                | 0-1          | US Quevilly          |
| FC Issy-les-Moulineaux      | 0-1 nv       | Stade Brest          |

### Tiende ronde
De tiende ronde was de 1/16 finale en de wedstrijden werden op 21, 22 en 23 januari gespeeld.
| Thuisclub     | Uitslag      | Uitclub                  |
| ------------- | ------------ | ------------------------ |
| FC Sochaux    | 2-1          | Paris FC                 |
| FC Nantes     | 2-1          | US Raon                  |
| SCO Angers    | 1-0          | Girondins Bordeaux       |
| Lille OSC     | 1-0          | ES Wasquehal             |
| RC Strasbourg | 1-0          | Évian Thonon Gaillard FC |
| OGC Nice      | 1-0 nv       | Olympique Lyon           |
| SO Chambéry   | 1-1 ns (4-3) | Stade Brest              |
| US Quevilly   | 1-1 ns (3-5) | FC Martigues             |

| Thuisclub             | Uitslag | Uitclub             |
| --------------------- | ------- | ------------------- |
| Clermont Foot         | 1-3     | Stade Reims         |
| FC Vaulx-en-Velin     | 0-2     | Stade Rennes        |
| SU Agen               | 2-3     | Paris Saint-Germain |
| Olympique Nîmes       | 1-2 nv  | AS Nancy            |
| US Boulogne           | 0-1     | JA Drancy           |
| AS Cherbourg Football | 0-1     | Le Mans UC          |
| CS Sedan              | 0-1     | FC Metz             |
| Vendée Fontenay Foot  | 0-1 nv  | FC Lorient          |

### Elfde ronde
De elfde ronde was de 1/8 finale en de wedstrijden werden op 1 en 2 februari gespeeld.
| Thuisclub   | Uitslag      | Uitclub       |
| ----------- | ------------ | ------------- |
| FC Lorient  | 3-0          | FC Metz       |
| SCO Angers  | 2-0          | RC Strasbourg |
| SO Chambéry | 2-1          | FC Sochaux    |
| Lille OSC   | 1-1 ns (3-2) | FC Nantes     |

| Thuisclub    | Uitslag | Uitclub             |
| ------------ | ------- | ------------------- |
| Stade Rennes | 3-4 nv  | Stade Reims         |
| FC Martigues | 1-4     | Paris Saint-Germain |
| AS Nancy     | 1-2     | Le Mans UC          |
| JA Drancy    | 0-1     | OGC Nice            |

### Kwartfinale
De wedstrijden werden gespeeld op 1 en 2 maart 2011.
| Thuisclub           | Uitslag      | Uitclub    |
| ------------------- | ------------ | ---------- |
| Paris Saint-Germain | 2-0 nv       | Le Mans UC |
| Lille OSC           | 0-0 ns (5-3) | FC Lorient |
| Stade Reims         | 2-3 nv       | OGC Nice   |
| SO Chambéry         | 0-3          | SCO Angers |

### Halve finale
De wedstrijden werden gespeeld op 19 en 20 april 2011.
| Thuisclub  | Uitslag | Uitclub             |
| ---------- | ------- | ------------------- |
| OGC Nice   | 0-2     | Lille OSC           |
| SCO Angers | 1-3     | Paris Saint-Germain |

### Finale
De wedstrijd werd op 14 mei 2011 gespeeld in het Stade de France in Saint-Denis.
| Winnaar              | Uitslag | Finalist            |
| -------------------- | ------- | ------------------- |
| Lille OSC            | 1-0     | Paris Saint-Germain |
| Ludovic Obraniak '89 | 1-0     |                     |